# Istituto superiore regionale etnografico
L'Istituto superiore regionale etnografico (ISRE) è un ente costituito nel  1972 dalla Regione Sardegna con L.R. n. 26 del 5 luglio ed ha sede a Nuoro.

## Storia
L'Ente fu istituito in concomitanza del centenario della nascita della scrittrice Grazia Deledda, per promuovere lo studio e la documentazione della vita sociale e culturale della Sardegna nelle sue manifestazioni tradizionali e nelle sue trasformazioni
All’Istituto fu annesso il preesistente Museo del costume di Nuoro che fu rinominato “Museo della vita e delle tradizioni popolari sarde”.
Nel 1978 il comune di Nuoro cedette all'ISRE la casa di Grazia Deledda, acquistata nel 1968, e l'istituto vi allestì il Museo deleddiano che fu aperto al pubblico nel 1983.

## Funzioni e attività[3]
Come stabilito nell'Art.1 della Legge Regionale l'istituto ha la funzione di studio e della documentazione della vita sociale e culturale della Sardegna nelle sue manifestazioni tradizionali e nelle sue trasformazioni.
Pertanto, a tale scopo, l'ISRE attualmente gestisce una serie di strutture, biblioteche e collezioni pubbliche e private.
Fra queste:
-la Biblioteca demo-etno-antropologica e le attività editoriali e la gestione del Museo deleddiano a Nuoro, incluso il Fondo Deledda 
-La Collezione Luigi Cocco ubicata all'interno della Cittadella dei musei a Cagliari.
-La Cineteca e Archivio fotografico d'antropologia visuale che è costituita dai filmati realizzati e/o prodotti dall’Istituto stesso, contenenti studi e documentazione relativi alla vita popolare della Sardegna e da lavori che vengono inviati al Festival internazionale di cinema etnografico,  docufilm provenienti da tutto il mondo).
-La fototeca che raccoglie oltre 40.000 immagini sulla Sardegna, tra le raccolte principali ci sono i fondi Giuseppe Costa, Piero Pirari, Giulio Pili, Wolfgang Suschitzky, Jean Dieuzaide, Pablo Volta. Questi materiali sono parte considerevole della biblioteca digitale Sardegna Digital Library.
-La biblioteca specializzata nella raccolta di documentazione demoetnoantropologica. La dotazione libraria attualmente è di
circa 24.000 titoli per quanto riguarda le pubblicazioni monografiche e di oltre 1.000 testate relativamente ai periodici. La biblioteca fa parte del circuito del Sistema Regionale della Sardegna SBN (Servizio Bibliotecario Nazionale); pertanto, il catalogo OPAC di buona parte del patrimonio librario è disponibile su internet.

### Festival etnografici
L'istituto inoltre organizza numerosi eventi fra i quali:
- il Festival Internazionale Biennale di Film Etnografici, nato nel 1982 un festival internazionale biennale sulle produzioni internazionali del cinema etnografico, uno dei primi del genere in Europa, che è ospitato presso l’Auditorium del Museo Etnografico. Dal 2006 il festival ha cambiato denominazione in Sardinia International Ethnographic Film Festival (SIEFF), ed ha abbandonato la caratterizzazione monotematica, incentrando il suo programma su una selezione di film recenti. I film arrivano da ogni parte del mondo ed il programma ufficiale della rassegna raccoglie film etnografici rappresentativi dei diversi continenti. I premi vengono assegnati da una giuria internazionale.[8]
- Il Festival Biennale Italiano dell’Etnografia (ETNU), istituito nel 2007, che ospita mostre di etnografia, artigianato e design, convegni, laboratori, concerti, proiezioni cinematografiche, presentazione di libri e altro.

Infine promuove mostre, convegni e incontri di studio con altri organismi scientifici e culturali, con studi e ricerche dirette o in collaborazione con diverse università.